# Polygrammodes rufinalis
Polygrammodes rufinalis là một loài bướm đêm trong họ Crambidae.